# サメハダテナガダコ
サメハダテナガダコ（鮫肌手長蛸、学名:Callistoctopus luteus）は、軟体動物八腕類上目マダコ科に属するタコの一種である。

## 分布
房総半島以南の西部太平洋に分布する。

## 特徴
体長は30-70cm。赤味のかかった体色に白い斑紋が散在する。
砂利や瓦礫の海底によく見られる。毒性のある唾液を用いて甲殻類などを捕獲する。ヒトに対しても強い毒性を発揮し、本種に咬まれた場合、体の痺れなどの症状が出る。ただし、死亡例はない。
しばしば、食用として利用されている。